# آنتی پاپ اورسیسینوس
آنتی پاپ اورسیسینوس (انگلیسی: Antipope Ursicinus; ۱ ژانویهٔ ۰۴۰۰ – ح. 381) کشیش کاتولیک اهل روم باستان بود. در سال ۳۶۶ در انتخاباتی با مناقشه خشونت‌آمیز به عنوان رقیب پاپ دامازوس به عنوان پاپ انتخاب شد. او در سال‌های ۳۶۶–۳۶۷ برای چند ماه در رم حکومت کرد، پس از آن پادپاپ اعلام شد و پس از ۳۸۱ درگذشت.